# Pseudocercospora protensa
Pseudocercospora protensa är en svampart som först beskrevs av Hans Sydow, och fick sitt nu gällande namn av Deighton 1976. Pseudocercospora protensa ingår i släktet Pseudocercospora och familjen Mycosphaerellaceae.   Inga underarter finns listade i Catalogue of Life.